# Death Angel
Death Angel er et amerikansk thrash metal-band, som blev dannet i 1982 i San Francisco Bay Area af Rob Cavestany (leadguitar), Dennis Pepa (vokal, bas), Gus Pepa (rytmeguitar), og Andy Galeon (trommer).

## Medlemmer
Nuværende medlemmer
- Rob Cavestany – Guitar (1982–1991, 2001–)
- Mark Osegueda – Vokal (1984–1991, 2001–)
- Ted Aguilar – Guitar (2001–)
- Damien Sisson – Bas (2009–)
- Will Carroll – Trommer (2009–)

Tidligere medlemmer
- Dennis Pepa – Bas (1982–1991, 2001–2008), vocals (1982–1984)
- Andy Galeon – Trommer (1982–1991, 2001–2008)
- Gus Pepa – Guitar (1982–1991)
- Chris Kontos – Trommer (1991)
- Sammy Diosdado – Bas (2009)

## Diskografi

### Studiealbums
- 1987: The Ultra-Violence
- 1988: Frolic Through the Park
- 1990: Act III
- 2004: The Art of Dying
- 2008: Killing Season
- 2010: Relentless Retribution
- 2013: The Dream Calls for Blood
- 2016: The Evil Divide
- 2019: Humanicide

### Demoer
- 1983: Heavy Metal Insanity
- 1986: Kill as One

### Livealbum
- 1990: Fall from Grace
- 2009: Sonic German Beatdown – Live in Germany
- 2015: Live in San Francisco

### Opsamlingsalbum
- 2005: Archives & Artifacts (3-CD Box Set + DVD)